# Sachsenvorwerk

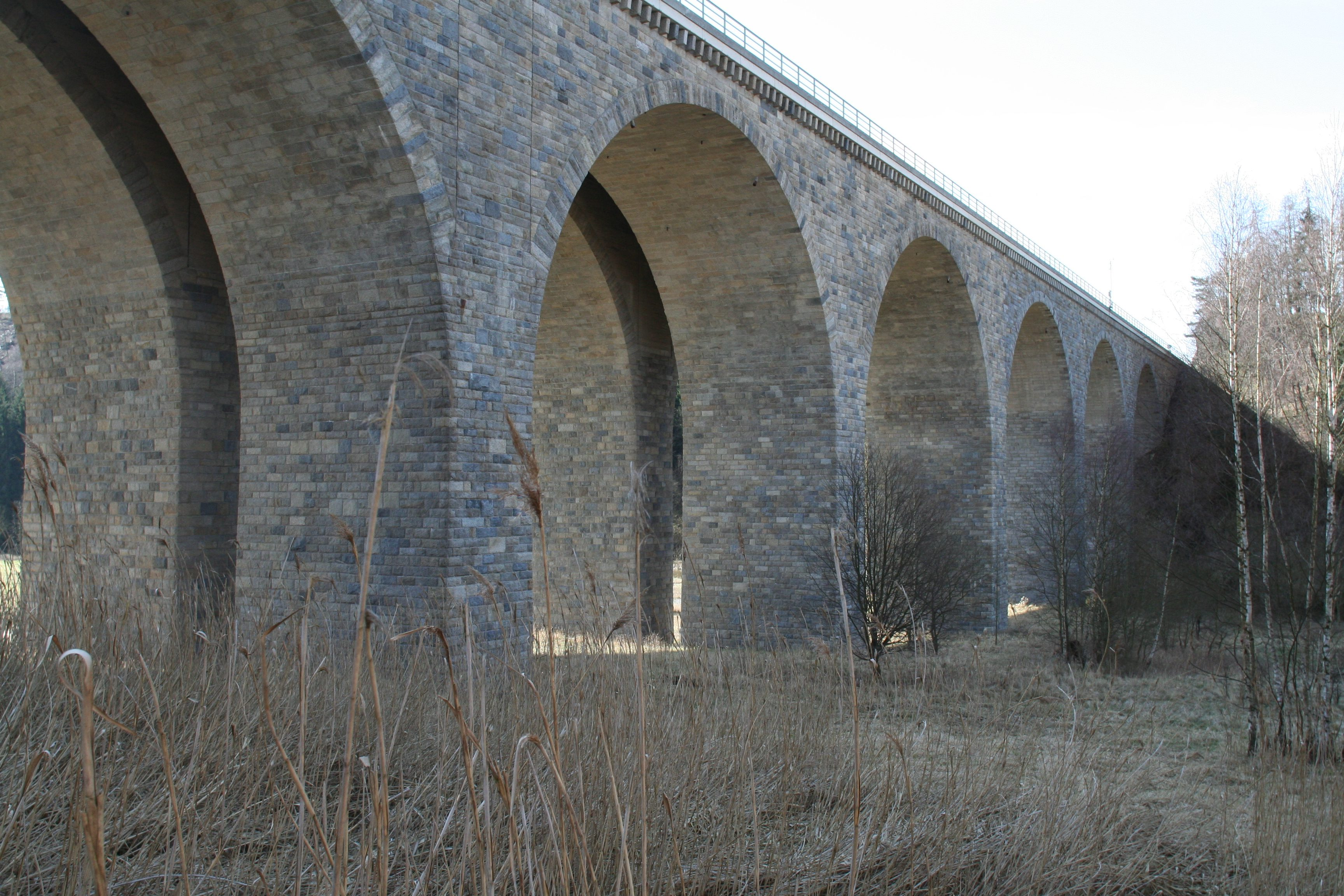
Autobahnbrücke über die Saale

Sachsenvorwerk ist ein Gemeindeteil der Gemeinde Berg im Landkreis Hof (Oberfranken, Bayern).

## Lage
Das Dorf befindet sich in der Saaleaue des Saaleknies zwischen Sparnberg und Hirschberg (Saale). Dort treffen das Thüringer Schiefergebirge, der Frankenwald und das Fichtelgebirge mit ihren hügeligen Vorboten zusammen. Über die Tallage führt die Brücke der Bundesautobahn 9.

## Geschichte
Die Autobahnbrücke über das Saaletal mit zwei parallelen, achtjochigen Rundbögen aus dem Jahr 1940 steht unter Denkmalschutz.